# Гайд-Е-Вей-Гіллс (Огайо)
Гайд-Е-Вей-Гіллс (англ. Hide-A-Way Hills) — переписна місцевість (CDP) в США, в округах Феєрфілд і Гокінг штату Огайо. Населення — 976 осіб (2020).

## Географія
Гайд-Е-Вей-Гіллс розташований за координатами 39°39′14″ пн. ш. 82°28′0″ зх. д. / 39.65389° пн. ш. 82.46667° зх. д. (39.653830, -82.466794).  За даними Бюро перепису населення США в 2010 році переписна місцевість мала площу 7,31 км², з яких 6,75 км² — суходіл та 0,56 км² — водойми.

## Демографія
Згідно з переписом 2010 року, у переписній місцевості мешкали 794 особи в 361 домогосподарстві у складі 254 родин. Густота населення становила 109 осіб/км².  Було 688 помешкань (94/км²).
Расовий склад населення:
| - 98,5 % — білих - 0,5 % — чорних або афроамериканців - 0,3 % — корінних американців - 0,3 % — азіатів |

До двох чи більше рас належало 0,5 %. Частка іспаномовних становила 0,4 % від усіх жителів.
За віковим діапазоном населення розподілялося таким чином: 16,0 % — особи молодші 18 років, 60,4 % — особи у віці 18—64 років, 23,6 % — особи у віці 65 років та старші. Медіана віку мешканця становила 53,4 року. На 100 осіб жіночої статі у переписній місцевості припадало 105,2 чоловіків;  на 100 жінок у віці від 18 років та старших — 106,5 чоловіків також старших 18 років.
Середній дохід на одне домашнє господарство  становив 99 492 долари США (медіана — 90 288), а середній дохід на одну сім'ю — 113 969 доларів (медіана — 109 886). 
Цивільне працевлаштоване населення становило 465 осіб. Основні галузі зайнятості: освіта, охорона здоров'я та соціальна допомога — 28,2 %, виробництво — 19,4 %, мистецтво, розваги та відпочинок — 19,1 %.